# T66
T66 är ett diesellok tillverkat av General Motors på uppdrag av TGOJ.. Loken tillverkas efter en brittisk förlaga varför de ser ovanligt smala ut jämfört med motsvarande lok av svensk modell. Den svenska Litteran kommer sig av att loket i Storbritannien har littera 66. Den norska versionen av loket fick i Norge littera CD66. 5 av 6 av de norska loken har flyttats över till svensk trafik sedan 2010. Loktypen används också i Tyskland, Danmark, Frankrike och fler länder. Alla loken hyrs sedan 2016 av Hector Rail.